# 北條泰家
北條泰家（日语：／ Hōjō Yasuie）是鎌倉時代末期至南北朝時代的北條氏成員。是镰仓幕府第9代執權北條貞時的四子，也是14代執權北條高時的同母弟弟。

## 生平
北條泰家原來的名字是相模四郎時利。正中3年（1326年）時，其兄北條高時因病不擔任執權，母親覺海圓成和外戚安達氏一族都希望北條泰家繼承泰家擔任執權，但受到内管领長崎高資的反對。後來高資推舉金澤流的金澤貞顯擔任15代執權，泰家受辱因此出家，也有很多人仿效泰家出家。不時傳出泰家要殺死貞顯的傳聞，金澤貞顯擔任執權10日後，辭任執權，由北條守時接任，此一連串騷動名為嘉曆騷動。
正慶2年/元弘3年（1333年）時，新田義貞反叛幕府，率軍進攻鎌倉，北條泰家和北條氏庶流副將北條貞國率領幕府軍，在分倍河原迎撃，一度取得勝利，但之後仍敗在新田軍手下，因為家臣橫溝八郎奮戰，北條泰家才得以生還。鎌倉幕府滅亡時，北條泰家沒有和其兄北條高時一起自盡，他先幫助侄兒北條時行逃跑，自己則逃往陸奧國，原因是陸奥国的糠部郡為北條氏的領地。在逃跑時，由南部太郎和伊達六郎喬裝為工人，將北條泰家當做是受傷要返回上野國的新田軍士兵，放在破舊的轎子裡逃往北方。
後來北條泰家來到京都，躲藏在舊識西園寺公宗的家中。建武2年（1335年）6月時和西園寺公宗一起密謀要暗殺後醍醐天皇，後來計劃敗露，西園寺公宗被處死，北條泰家順利擺脫追兵，鼓動各地的北條氏殘黨反抗。後來位在信濃的北條時行和諏訪頼重出兵，曾一度攻下鎌倉將軍府（中先代之亂）。
根據《市河家文書》所述，北條泰家在建武3年2月和支持南朝的丹波右近大夫、當地的惡霸深志介知光在信濃國的麻績御厨起兵，和北朝守護小笠原貞宗、村上信貞交戰，因為相馬岡田文書提到「二三月時，前代一族多人起義」，因此有人認為這次起兵和同年3月在鎌倉濱面（由比濱）的中先代之戰是同一系列的戰役，以此論點，北條泰家也和北條時行一様，再度回到鎌倉一段時間。
北條泰家後來的情形不明。有一個說法是他在建武2年被盜賊殺害，不過在《太平記》中，除了在建武2年提到他之外，沒有其他的記述，因此有可能他是在建武2年前後過世的。

## 相關作品
小説
- 田中弘孝（英语：田中弘孝）《北条泰家 鎌倉幕府の再興》（文藝春秋、2012年）

戲劇
- 《太平記》（1991年、NHK大河劇　演員：緑川誠）

漫画
- 《擅長逃跑的殿下》（2021年起，在集英社《週刊少年Jump》連載、作者：松井優征）